# Catherine Beauchemin-Pinard
Catherine Beauchemin-Pinard, née le 26 juin 1994 à Montréal est une judokate canadienne. Elle participe aux Jeux olympiques d'été de 2016.

## Palmarès

### Compétitions internationales
En juin 2025, elle remporte la médaille d’argent chez les femmes de moins de 63 kg. au Championnats du monde de judo de Budapest, en Hongrie 
| Année | Compétition                | Lieu        | Résultat | Catégorie      |
| ----- | -------------------------- | ----------- | -------- | -------------- |
| 2015  | Championnats panaméricains | Edmonton    | 3e       | Moins de 57 kg |
| 2015  | Jeux panaméricains         | Toronto     | 2e       | Moins de 57 kg |
| 2016  | Championnats panaméricains | La Havane   | 2e       | Moins de 57 kg |
| 2017  | Championnats panaméricains | Panama      | 2e       | Moins de 57 kg |
| 2018  | Championnats panaméricains | San José    | 2e       | Moins de 63 kg |
| 2019  | Championnats panaméricains | Lima        | 1re      | Moins de 63 kg |
| 2020  | Championnats panaméricains | Guadalajara | 1re      | Moins de 63 kg |
| 2021  | Jeux olympiques            | Tokyo       | 3e       | Moins de 63 kg |
| 2022  | Championnats panaméricains | Lima        | 2e       | Moins de 63 kg |
| 2022  | Championnats du monde      | Tachkent    | 2e       | Moins de 63 kg |